# UT Arad
UT Arad is een Roemeense voetbalclub, de profclub van de stad Arad. UT staat voor Uzina Textilă, dat textielfabriek betekent. Vaak wordt de ploeg kortweg 'UTA' genoemd. De bijnaam Bătrâna Doamnă betekent Oude Dame. De club is zesvoudig landskampioen.
UTA werd in 1945 als Industria Textilă Arad door baron Francisc von Neumann opgericht als sportclub van de plaatselijke textielfabriek. De club werd kampioen van Roemenië in de jaren 1947 - 1948 - 1950 - 1954 - 1969 - 1970. In de jaren vijftig gebeurde dat onder de naam Flamura Roșie, Rode Vlag.
Negen jaar na het laatste kampioenschap degradeerde de club naar de tweede klasse. In 2006 kocht de club een plaats in de hoogste klasse en speelde zo opnieuw twee seizoenen op het hoogste niveau. Sinds het seizoen 2008/09 is UTA weer in de tweede klasse actief.
In de Nederlandse sportgeschiedenis wordt de ploeg gewoonlijk het nietige UT Arad genoemd, omdat deze in Nederland onbekende ploeg Feyenoord, de houder van de Europacup I, wist uit te schakelen.

## Wedstrijden tegen Feyenoord
In de zomer van 1970 loot Feyenoord, dan Europees kampioen en houder van de Europacup I, in de eerste ronde van het volgende Europacup I-seizoen tegen de nog niet vaststaande kampioen van Roemenië. Dit blijkt UT Arad te worden, een in West-Europa zo goed als onbekende ploeg. Gewoonlijk wordt een van de drie ploegen uit Boekarest kampioen: Steaua, Dinamo of Rapid Boekarest, maar niet nu het nationale team in Mexico speelt op het WK 1970. Als coach Ernst Happel naar een competitiewedstrijd van de ploeg gaat kijken, is de titel al binnen en hoeft de ploeg niet voluit te spelen.
Op 9 september wint Feyenoord de wereldbeker van Estudiantes da la Plata. Een week later, op 16 september, speelt Feyenoord tegen UT Arad in De Kuip voor 57.796 toeschouwers. Het wordt 1-1 (0-1 Dumitrescu 25'; 1-1 Wim Jansen 41').
Twee weken later, op 30 september, moet Feyenoord overdag in Roemenië spelen omdat UT Arad geen lichtinstallatie heeft. De aftrap zal zijn om 14.00 uur, maar er wordt niet bijgezegd of dit Nederlandse of lokale tijd is. Voor 10.314 toeschouwers, waaronder 200 uit Nederland, blijft het 0-0. Feyenoord is uitgeschakeld vanwege UTA's uitdoelpunt in Rotterdam. Een ronde verder wordt UT Arad uitgeschakeld door Rode Ster Belgrado na 3-0 en 3-1 nederlagen. Na deze teleurstelling wordt Feyenoord in Nederland landskampioen door de Eredivisie in 1971 te winnen.

## Roemeense helden
De spelers van UT Arad werden terstond helden, mede door de staat gesteund. Voor het stadion wordt een gedenksteen geplaatst met de namen van de spelers. Maar de aanvoerder, Mircea Petescu, vlucht in 1973 met zijn vrouw naar het Westen. Na een half jaar voegt ook hun kind zich bij hen; hun verdere familie hebben ze achter moeten laten. Prompt wordt zijn naam uit de gedenksteen weggebeiteld. Petescu komt in België terecht, en zal nog trainer zijn bij NEC, Go Ahead Eagles, Sparta (1978: 1-0 winst op Ajax) en DS'79.

## Naamsveranderingen
- 1945 : opgericht als IT Arad
- 1950 : Flamura Roșie IT Arad
- 1958 : UT Arad
- 1984 : FCM UTA Arad
- 1989 : UTA Arad
- 1997 : FC UTA Arad

## Erelijst
- Landskampioen

1947, 1948, 1950, 1954, 1969, 1970
- UEFA Cup

Kwartfinale: 1972

## Eindklasseringen
| 1 |

| 4 |

| 2 |

| 9 |

| 5 |

| 8 |

| 15 |

| 12 |

| 10 |

| 17 |

| 3 |

| 1 |

| 17 |

| 2 |

| 5 |

| 13 |

| 4 |

| 10 |

| 3 |

| 2 |

| 2 |

| 5 |

| 2 |

| 1 |

| 11 |

| 18 |

| 5 |

| 13 |

| 11 |

| 2 |

| 6 |

| 7 |

| 1 |

| 16 |

| 5 |

| 11 |

| 14 |

| 12 |

| 17 |

| 9 |

| 4 |

| 8 |

| 4 |

| 4 |

| 11 |

| 1 |

| 2 |

| 3 |

| 12 |

| 13 |

| 1 |

| 8 |

| 11 |

| 13 |

| 7 |

| 10 |

| Liga 1 | Liga 2 | Liga III |

Tot 2006/07 stond de Liga 1 bekend als de Divizia A en de Liga 2 als Divizia B.

## Arad in Europa
Uitslagen vanuit gezichtspunt UT Arad
| Seizoen                                                     | Competitie  | Ronde | Land                 | Club                 | Totaalscore | 1e W    | 2e W       | PUC |
| ----------------------------------------------------------- | ----------- | ----- | -------------------- | -------------------- | ----------- | ------- | ---------- | --- |
| 1969/70                                                     | Europacup I | 1R    | Vlag van Polen       | Legia Warschau       | 1-10        | 1-2 (T) | 0-8 (U)    | 0.0 |
| 1970/71                                                     | Europacup I | 1R    | Vlag van Nederland   | Feyenoord            | 1-1 u       | 1-1 (U) | 0-0 (T)    | 2.0 |
|                                                             |             | 1/8   | Vlag van Joegoslavië | Rode Ster Belgrado   | 1-6         | 0-3 (U) | 1-3 (T)    | 2.0 |
| 1971/72                                                     | UEFA Cup    | 1R    | Vlag van Oostenrijk  | Austria Salzburg     | 5-4         | 4-1 (T) | 1-3 (U)    | 9.0 |
|                                                             |             | 2R    | Vlag van Polen       | Zagłębie Wałbrzych   | 3-2         | 1-1 (U) | 2-1 nv (T) | 9.0 |
|                                                             |             | 1/8   | Vlag van Portugal    | Vitória FC (Setúbal) | 3-1         | 3-0 (T) | 0-1 (U)    | 9.0 |
|                                                             |             | 1/4   | Vlag van Engeland    | Tottenham Hotspur FC | 1-3         | 0-2 (T) | 1-1 (U)    | 9.0 |
| 1972/73                                                     | UEFA Cup    | 1R    | Vlag van Zweden      | IFK Norrköping       | 1-4         | 1-2 (T) | 0-2 (U)    | 0.0 |
| Totaal aantal behaalde punten voor UEFA coëfficiënten: 11.0 |             |       |                      |                      |             |         |            |     |

Zie ook
- Deelnemers UEFA-toernooien Roemenië
- Ranglijst van alle clubs die in de diverse Europa Cups zijn uitgekomen

## Bekende spelers
- Helmuth Ducadam
- Dumitru Mitu
- Florentin Petre
- Mircea Petescu

UT Arad ·
Dinamo Boekarest · 
Rapid Boekarest ·
FCSB · 
Botoșani · 
Gloria Buzău ·
CFR Cluj · 
U Cluj ·
Farul Constanța · 
CS Universitatea Craiova · 
Oțelul Galați ·
FC Hermannstadt · 
Politehnica Iași · 
Petrolul Ploiești ·
Sepsi Sfântu Gheorghe · 
Unirea Slobozia